# Virjilio Griggs
Virjilio Griggs (Panama, 15 giugno 1994) è un velocista panamense.

## Biografia
Nato a Panama, si trasferisce presto in Texas dove prende parte sia alla squadra di football americano scolastica sia in quella di atletica leggera, carriera che prosegue al Cerritos College in California.
Internazionalmente ha rappresentato il Panama in molte competizioni internazionali del continente americano, vincendo una medaglia di bronzo nel 2017 ai Campionati sudamericani sia una d'oro nella versione indoor del 2020.
Quest'ultima medaglia, insieme a tutti i risultati ottenuti a partire dal luglio 2017, come le medaglie conquistate ai Giochi centramericani in Nicaragua, gli sono stati azzerati in seguito ad una squalifica di 4 anni - che si concluderà nel luglio 2021 - in seguito a falsificazione di documenti e risultati inviati al Comitato Atletico Panamense in vista di un'eventuale partecipazione ai Mondiali di Londra 2017.

## Palmarès
| Anno | Manifestazione        | Sede         | Evento      | Risultato | Prestazione | Note |
| ---- | --------------------- | ------------ | ----------- | --------- | ----------- | ---- |
| 2014 | Giochi CAC            | Veracruz     | 100 m piani | Batteria  | 10"82       |      |
| 2014 | Giochi CAC            | Veracruz     | 200 m piani | Batteria  | 21"49       |      |
| 2015 | Sudamericani          | Lima         | 200 m piani | 6º        | 21"65       |      |
| 2017 | Sudamericani          | Asunción     | 200 m piani | Bronzo    | 21"11       |      |
| 2017 | Giochi bolivariani    | Santa Marta  | 200 m piani | dq        | dq          |      |
| 2017 | Giochi centramericani | Managua      | 200 m piani | dq        | dq          |      |
| 2017 | Giochi centramericani | Managua      | 4×100 m     | dq        | dq          |      |
| 2018 | Giochi sudamericani   | Cochabamba   | 200 m piani | dq        | dq          |      |
| 2018 | Giochi CAC            | Barranquilla | 200 m piani | dq        | dq          |      |
| 2019 | Sudamericani          | Lima         | 200 m piani | dq        | dq          |      |
| 2019 | Giochi panamericani   | Lima         | 200 m piani | dq        | dq          |      |
| 2020 | Sudamericani indoor   | Cochabamba   | 60 m piani  | dq        | dq          |      |
| 2020 | Sudamericani indoor   | Cochabamba   | 200 m piani | dq        | dq          |      |